# Халид ибн Хамад Аль Халифа
Халид ибн Хамад Аль Халифа (араб. خالد بن حمد آل خليفة‎; род. 13 сентября 1989) — четвёртый сын короля Бахрейна Хамада ибн Исы, офицер и спортивный функционер.

## Биография
Родился 13 сентября 1989 года в семье Хамада ибн Исы и его второй жены Шейи бинт Хассан Аль Храйеш Аль Аджми.
Получил образование на родине, а затем уехал в Великобританию, где поступил в Королевскую военную академию в Сандхерсте, которую закончил в августе 2008 года.
Является подполковником Королевской гвардии Бахрейна, где командует подразделениями быстрого реагирования. Помимо этого он возглавляет Королевскую федерацию конного спорта и является первым заместителем председателя Верховного совета по делам молодежи и спорта.
С 2019 года возглавляет Олимпийский комитет Бахрейна, член МОК.

## Семья
Одной из его жён была саудовская принцесса Сабах бинт Абдалла Аль Сауд (род. 1993), дочь короля Абдаллы; у супругов было двое сыновей: принцы Фейсал (род. 2012) и Абдалла (род. 2015). В 2017 году супруги объявили о разводе.